# Восстание якобитов 1719 года
Восстание якобитов 1719 года — неудачная попытка вернуть Джеймсу Стюарту трон Великобритании. Это восстание стало частью серии якобитских выступлений между 1689 и 1745 годами, причём его поддержала Испания, находившаяся тогда в состоянии войны с Великобританией. Планировалось высадить на юго-западе Англии испанский корпус, а в Шотландии — армию шведского короля Карла XII. Однако гибель Карла в Норвегии в ноябре 1718 года поставила крест на идее шведского вмешательства, а испанский флот пострадал из-за штормов и не доплыл до Англии. Шотландские повстанцы были разбиты при Глен-Шиле, и к июню 1719 года восстание было подавлено.

## Предыстория
В ходе Славной революции 1688—1689 годов король-католик Яков II из династии Стюартов был свергнут с престолов Англии и Шотландии. Власть перешла к его зятю-протестанту Вильгельму III Оранскому, в 1702 году — к дочери Якова Анне, а после её смерти в 1714 году — к потомку Якова I Георгу I из династии Ганноверов. Яков II умер во Франции в 1701 году, но после него остался сын Джеймс, считавший себя законным наследником корон Англии и Шотландии (с 1707 года — Великобритании) и располагавший многочисленными сторонниками на острове. Этот принц пытался высадиться в Шотландии в 1708 году. В 1715 году он поднял восстание и даже короновался в Скуне, но вскоре был разбит.
После заключения договора между Великобританией и Францией в 1716 году Джеймс Стюарт потерял поддержку Бурбонов. Однако вскоре в Европе начался новый масштабный конфликт: Испания попыталась вернуть себе статус великой державы и столкнулась с коалицией Франции, Великобритании, Соединённых провинций и империи, к которой позже присоединилась Савойская династия. Этот конфликт получил название Война четверного союза. У испанского первого министра кардинала Альберони возникла идея высадить пятитысячный корпус на юго-западе Англии, чтобы вернуть Стюарту корону. В это самое время шотландские якобиты должны были поднять восстание и занять порт Инвернесс, необходимый для высадки шведской армии под командованием Карла XII (Швеция находилась в конфликте с Ганновером в рамках Северной войны). План Альберони явно не учитывал реальное положение: английский флот в ходе войны продемонстрировал свою мощь, а шведы, много раз терпевшие поражение от русских и теперь окружённые врагами со всех сторон, явно не были готовы вести активные действия ещё и против британцев. К тому же в ноябре 1718 года Карл XII погиб в Норвегии, что поставило крест на участии Швеции в реставрации Стюартов. Тем не менее шотландцы восстали, а испанская эскадра двинулась к берегам Англии.

## Боевые действия
Испанская эскадра должна была отплыть из Кадиса. Джеймс Стюарт и Джеймс Батлер, 2-й герцог Ормонд, назначенный командиром экспедиционного корпуса, находились в Ла-Корунье, откуда много раз жаловались Альберони на затягивание подготовки. В конце марта 1719 года флот всё-таки отплыл на север; однако он серьёзно пострадал во время двухдневного шторма у мыса Финистерре, а потому, зайдя в гавань Ла-Коруньи, там и остался.
Ещё до этих событий, 8 марта 1719 года, два испанских фрегата отплыли из Пасахеса в Стране Басков. Они высадили на шотландском острове Льюис отряд в 300 человек, которым командовал Джордж Кейт. Вскоре к десанту присоединилась группа изгнанников из Франции, в числе которых были Уильям Макензи, 5-й граф Сифорт, Джеймс Кейт, Уильям Мюррей, маркиз Таллибардин, лорд Джордж Мюррей, Джон Кэмерон. Таллибардин предлагал дождаться известий от Ормонда, но Кейт настоял на скорейшем захвате Инвернесса, пока гарнизон не ждёт атаки. 13 апреля якобиты переправились в Шотландию. Там они узнали о неудаче Ормонда, и Туллибардин предложил вернуться на континент; Кейт предотвратил возвращение, приказав капитанам фрегатов отплыть в Испанию. Теперь у якобитов остался только один вариант — продолжать борьбу. К тому моменту их войско насчитывало примерно тысячу человек, в том числе 400 представителей клана Макензи и 150 камеронцев.
В начале мая у Льюиса появилась британская эскадра, включавшая пять больших кораблей. Главная база якобитов, замок Эйлин Донан, была взята штурмом; мятежники и испанцы двинулись вглубь Шотландии, а навстречу им из Инвернесса выступил отряд генерала Джозефа Уайтмана в тысячу человек с четырьмя кегорновыми мортирами. Встреча произошла 10 июня при Глен-Шиле, где якобиты заняли выгодную позицию на холмах. В центре их боевой линии стояли испанцы, на флангах — горцы. Уайтман обстрелял шотландцев из мортир, а потом двинул на них пехоту. Те, раньше не попадавшие под мортирный огонь, отступили, хотя их потери, по-видимому, были небольшими. Испанцы оборонялись дольше, но и им пришлось отойти из-за оголившихся флангов. Горцы разбежались, а испанцы на следующее утро капитулировали, после чего их отпустили на родину. На этом боевые действия закончились.

## После восстания
В октябре 1719 года британцы захватили испанский порт Виго и уплыли с огромной добычей. Эта демонстрация морской мощи Британии привела к отставке Альберони и положила конец испанской поддержке якобитов. Горцев, примкнувших к восстанию, власти не преследовали: по мнению лорда Карпентера, командовавшего правительственными войсками в регионе, целесообразнее всего было забыть о случившемся. Однако после 1719 года стала более активной борьба с теми представителями духовенства, которые отказывались присягать ганноверскому режиму.
Все вельможи-изгнанники, сражавшиеся при Глен-Шиле, смогли бежать на континент, причём арендаторы Сифорта продолжали платить ему арендную плату. В 1726 году графу разрешили вернуться на родину, и только это обеспечило властям контроль над землями Макензи. Многие изгнанники, в том числе виконт Болингброк и Джордж Мюррей, после поражения приняли помилование, а другие поступили на службу к континентальным державам. Кейты стали прусскими генералами, Ормонд жил в Испании и Авиньоне до своей смерти в ноябре 1745 года, Мюррей примкнул к восстанию 1745 года и умер в Голландии 15 лет спустя. Туллибардин остался в изгнании, тоже участвовал в восстании 1745 года, попал в плен и умер в лондонском Тауэре годом позже.